# Pelzner (planeur)
Dimensions
Le planeur Pelzner était un planeur simple (hängegleiter), léger, peu coûteux mais solide construit en Allemagne en 1920, destiné à rendre le vol accessible à un grand nombre de jeunes. Les variantes ont concouru avec un certain succès lors des deux premières Compétitions de vol à voile de la Rhön organisés sur la Wasserkuppe.

## Développement
Les planeurs de Willy Pelzner ont été conçus pour être simples et peu coûteux à construire et à entretenir, afin d'encourager les jeunes à s'engager dans l'aviation. Il s'agissait de hängegleiters biplans à envergure inégale très légers, dotés d'une solide structure légère renforcée de fils et de cannes, recouverts de papier huilé. Les surfaces de queue fixes à l'arrière assuraient la stabilité, mais le contrôle reposait sur le réglage du centre de gravité par le mouvement du corps du pilote. Pelzner a piloté ses planeurs lors des deux premières réunions de Rhön en 1920 et 1921.

## Historique opérationnel
Pendant une grande partie de la réunion de 1920, Pelzner a mené le petit champ avec un vol de 52 s, 452 m (1 480 pi) et, sur 16 vols, une distance totale de 2 278 m (7 470 pi). Cependant, vers la fin du concours, Wolfgang Klemperer a piloté le FVA-1 Schwatze Düvel (en), conçu et construit par le club des étudiants de l'Université d'Aix-la-Chapelle, la FVA (Flugwissenschaftliche Vereinigung Aachen, (en français : Association des sciences de l'aviation d'Aix-la-Chapelle) sur un vol de plus de 142 s de 1 830 m (6 000 pi). Avec deux autres bons vols, Klemperer a remporté le premier prix et Pelzner le deuxième.
Au concours de 1921, Pelzner a piloté son nouveau hängegleiter (57 vols) et un autre planeur biplan de la North Bavarian Aviation Society (5 vols) pour remporter le premier prix dans la catégorie du temps de vol total le plus long (36 min 40 s) par un pilote. Il a battu le Loessl Sb.1 Münchener Eindecker (en) piloté par Karl Koller en effectuant plus de deux fois plus de vols, même si son temps de vol individuel moyen (35,5 s) était bien inférieur. Le Munichois a remporté les deux autres prix décernés. Ce n'est qu'après le concours que les FVA-2 Blaue Maus d'Aix-la Chapelle et en particulier le Hannover Vampyr (en) ont montré leur supériorité, si bien que le Vampyr a reçu un prix spécial.

## Caractéristiques
Données du Deutsches Museum :
- Équipage : un
- Envergure : 5,40 m
- Superficie alaire : 14 m2
- Masse à vide : 6 kg
- Chargement alaire : 6,4 kg/m2
- Finesse : 6